# Les diamants de la Couronne
Les diamants de la Couronne (I diamanti della corona) è un'opéra comique del compositore francese Daniel Auber, eseguita per la prima volta dall'Opéra-Comique nella seconda Salle Favart di Parigi il 6 marzo 1841. Il libretto (in tre atti) è del collaboratore abituale di Auber, Eugène Scribe con l'aiuto di Jules-Henri Vernoy de Saint-Georges.

## Storico delle esecuzioni
L'opera fu rappresentata all'Opéra-Comique 379 volte fino al 1889, con il titolo Les diamants de la reine e fu ripresa a Marsiglia il 20 marzo 1896.
Fuori dalla Francia fu eseguita per la prima volta a Bruxelles il 25 novembre 1841, New Orleans il 31 marzo 1842, Monaco di Baviera il 15 luglio 1842 (in una traduzione tedesca di V.A. Swoboda), Praga il 13 agosto 1842 (in tedesco), Amburgo il 29 ottobre 1842 (in tedesco), Riga nel 1843 (in tedesco), Amsterdam nel 1843 (in francese), Berlino all'Hofoper l'11 febbraio 1843 (in tedesco), Copenaghen il 17 febbraio 1843 (in una traduzione danese di T.H. Reynoldson), New York il 14 luglio 1843 (in francese all'Opéra français di Niblo con Julie Calvé), Londra al Princess's Theatre il 2 maggio 1844 (in una traduzione inglese di T.H. Reynoldson) e successivamente al Covent Garden l'11 giugno 1845 (in francese) e al Drury Lane il 16 aprile 1846 (in una nuova traduzione inglese di E. Fitzball, con musica aggiuntiva di HB Richards e J.H. Tully).
Fu eseguita per la prima volta a Stoccolma il 17 settembre 1845 (in una traduzione svedese di N.E.W. af Wetterstedt), Rio de Janeiro nel settembre 1846 (in francese), Lemberg nel 1848 (in tedesco), Vienna il 25 gennaio 1849 (in tedesco), Buenos Aires l'11 aprile 1852 (in francese), Boston nel 1854 (nella versione inglese di Fitzball), San Francisco nel 1854 (nella versione inglese di Fitzball), Torino il 3 aprile 1858 (in francese), Sydney nell'agosto 1863 (nella versione inglese dal Drury Lane Theatre), Barcellona il 20 ottobre 1866 (in francese), San Pietroburgo il 15 gennaio 1876 (in italiano), Lisbona il 26 aprile 1878 (in francese), al Teatro Bellini (Napoli) , il 30 aprile 1879 (traduzione italiana di M.M. Marcello, con recitativi di E. Gelli), in Messico l'8 maggio 1879 (in francese), Budapest nel 1880 (traduzione ungherese di K. Abrányi) e Malta in 1890 (in italiano).
Una versione della stessa storia fu composta come una zarzuela in tre atti da Francisco Asenjo Barbieri su libretto di Francisco Camprodón tratto dall'originale di Scribe e Saint-Georges, e rappresentata per la prima volta nel 1854.

## Ruoli
| Ruolo                    | Registro vocale | Cast della première, 6 marzo 1841 |
| ------------------------ | --------------- | --------------------------------- |
| Catarina                 | soprano         | Anna Thillon                      |
| Diana                    | soprano         | Celestine Darcier                 |
| Don Henrique de Sandoval | tenore          | Joseph-Antoine-Charles Couderc    |
| Rebolledo                | baritono        | François-Louis-Ferdinand Henry    |
| Don Sébastien d'Aveyro   | tenore          | Toussaint-Eugène-Ernest Mocker    |
| Comte de Campo Mayor     | tenore          | Achille Ricquier                  |
| Mugnoz                   | tenore          | Charles-Louis Sainte-Foy          |
| Barbarigo                | basso-baritono  | Louis Palianti                    |

## Trama
La trama riguarda una principessa portoghese, Catarina, che intriga con alcuni banditi dopo essere stata costretta a vendere i diamanti della corona del titolo.

## Incisioni
- Les diamants de la couronne Ghyslaine Raphanel, Mylène Mornet, Christophe Einhorn, Orchestre de Picardie; Stile policorale, diretto da Edmon Colomer (Mandala Records, 2001)